# ウィダード・カサブランカ
ウィダード・アスレティック・クラブ (英語: Wydad Athletic Club、アラビア語: نادي الوداد الرياضي) 、通称ウィダード・カサブランカ (英語: Wydad Casalanca) は、モロッコの都市カサブランカを本拠地とするサッカークラブである。
ウィダードとはアラビア語で愛、友情の意味である。バスケットボールや陸上競技など14の部門を有する総合スポーツクラブでもある。また同じ街を本拠地とするラジャ・カサブランカとはライバル関係にある。

## 歴史
- 1937年:　総合スポーツクラブとして創立。
- 1939年:　サッカー部門設立。
- 1992年:　アフリカチャンピオンズカップ（現・CAFチャンピオンズリーグ）優勝。
- 2002年:　アフリカンカップウィナーズカップ優勝。
- 2017年:　CAFチャンピオンズリーグ2度目の優勝。

## タイトル

### 国内タイトル
- ボトラ: 22回[2]
  - 1948, 1949, 1950, 1951, 1955, 1957, 1966, 1969, 1976, 1977, 1978, 1986, 1990, 1991, 1993, 2006, 2010, 2015, 2017, 2019, 2021, 2022
- モロッコ・スローン・カップ: 9回[3]
  - 1970, 1978, 1979, 1981, 1989, 1994, 1997, 1998, 2001

### 国際タイトル
- アフリカチャンピオンズカップ/CAFチャンピオンズリーグ: 3回
  - 1992, 2017, 2022
- アフリカンカップウィナーズカップ: 1回
  - 2002
- アフロアジアクラブ選手権: 1回
  - 1994
- アラブ・チャンピオンズリーグ: 1回
  - 1989
- アラブ・スーパーカップ: 1回
  - 1990
- モハメド5世カップ: 1回
  - 1979
- 北アフリカ選手権: 3回
  - 1948, 1949, 1950
- 北アフリカ・カップ: 1回
  - 1949

## 現所属メンバー
2025年6月11日現在
注：選手の国籍表記はFIFAの定めた代表資格ルールに基づく。
| No. | Pos. |                  | 選手名                         |
| --- | ---- | ---------------- | ------------------------------ |
| 1   | GK   | モロッコ         | ユセフ・エル・モティエ         |
| 2   | DF   | モロッコ         | モハメド・ムフィド             |
| 4   | FW   | 南アフリカ共和国 | テムビンコシ・ロルチ           |
| 5   | MF   | モロッコ         | イスマイル・ムタラジ           |
| 7   | MF   | マルティニーク   | ミカエル・マルサ               |
| 8   | FW   | オランダ         | モハメド・ライヒ               |
| 9   | FW   | ガーナ           | サムエル・オベング             |
| 10  | MF   | ブラジル         | アルトゥール                   |
| 11  | FW   | モロッコ         | ノルディン・アムラバト         |
| 12  | GK   | モロッコ         | メフディ・ベナビド             |
| 14  | DF   | モロッコ         | アブデルムナイム・ブトゥイル   |
| 16  | DF   | モロッコ         | ジャマル・ハルカス ()          |
| 17  | FW   | モロッコ         | ザカリア・ファトヒ             |
| 18  | DF   | モロッコ         | ファハド・ムフィ               |
| 19  | MF   | モロッコ         | エル・メフディ・エル・ムバリク |

| No. | Pos. |                  | 選手名                   |
| --- | ---- | ---------------- | ------------------------ |
| 21  | FW   | 南アフリカ共和国 | カシウス・マイルラ       |
| 22  | DF   | オランダ         | バルト・マイェルス       |
| 23  | MF   | モロッコ         | ウサマ・ゼムラウィ       |
| 24  | DF   | モロッコ         | アユブ・ブシェタ         |
| 25  | MF   | ブルキナファソ   | ステファン・アジズ・キ   |
| 26  | FW   | タンザニア       | セレマニ・ムワリム       |
| 27  | MF   | モロッコ         | イスマエル・ベンクティブ |
| 29  | FW   | モロッコ         | ハムザ・ハンヌーリ       |
| 33  | MF   | ブラジル         | ペドリーニョ             |
| 34  | MF   | モロッコ         | ヤシヌ・ベンナニ         |
| 36  | GK   | モロッコ         | オマル・アクズダウ       |
| 44  | MF   | モロッコ         | ラヤネ・マハトゥー       |
| 72  | DF   | ブラジル         | ギリェルミ・フェレイラ   |
| 99  | FW   | シリア           | オマル・アッ＝ソーマ     |

## 歴代監督
- ファウジ・ベンザルティ（2020-2021)
- ワリド・レグラギ（2021-2022)[5]
- フセイン・アモータ（2022)[6]
- メディ・ナフティ (2023)[7]
- フアン・カルロス・ガリード (2023)[8]
- スヴェン・ヴァンデンブルーク (2023-)[9]